# Турчинская, Елена Юльевна
Еле́на Ю́льевна Турчи́нская (род. 11 июля 1949, Петропавловск-Камчатский, Хабаровский край) — советский и российский искусствовед, историк искусства, музейный работник. Директор Музея изобразительных искусств в Комсомольске-на-Амуре с конца 1980-х до 1996 года. Исследовательница русского авангарда на Дальнем Востоке.

## Биография
Елена Турчинская родилась в 11 июля 1949 года в Петропавловске-Камчатском в семье военнослужащего.
В 1973 году окончила факультет судовых силовых установок Ленинградского кораблестроительного института получила направление Министерства судостроительной промышленности СССР на работу инженером-конструктором бюро технической эстетики судостроительного завода Комсомольска-на-Амуре.
Позже окончила искусствоведческий факультет Института живописи, скульптуры и архитектуры имени И. Е. Репина в Ленинграде.
В 1981 году начала работать младшим научным сотрудником Музея изобразительных искусств Комсомольска-на-Амуре, затем занимала должности заместителя директора по науке и директора — до 1996 года.
Во второй половине 1990-х годов в Санкт-Петербурге преподавала на кафедре искусствоведения СПб ГУП. В 2003 году защитила диссертацию на соискание учёной степени кандидата искусствоведения на тему «Художественное объединение „Зеленая кошка“. Формирование. Тенденции. Мастера: К истории дальневосточного искусства 1910—1920-х годов».
В настоящее время[какое?] живёт в Санкт-Петербурге. Профессор кафедры русского искусства факультета теории и истории искусств Санкт-Петербургского государственного академического института живописи, скульптуры и архитектуры
имени И. Е. Репина (Института имени Репина).

## Участие в творческих и общественных организациях
- Член Союза художников России[1]